# Tom Dissevelt
Thomas (Tom) Dissevelt (Leiden, 4 maart 1921 - overleden in januari 1989) was een Nederlands componist en musicus. Hij was een pionier in het samenvoegen van elektronische muziek en jazzmuziek. Hij was getrouwd met Rina Reys, de zus van Rita Reys. Tom Dissevelt was bassist en arrangeur bij de Skymasters en werkte mee aan platen van Rita Reijs.
Tussen 1939 en 1944 studeerde Dissevelt aan de Koninklijk Conservatorium in Den Haag. Daar volgde hij gedurende drie jaar trombonelessen en studeerde er vervolgens klarinet, muziektheorie en piano. Wegens drukke bezigheden stopte hij de klarinetlessen en nam vervolgens bij Herman Stotijn van het Residentieorkest bas-lessen.
Na de Tweede Wereldoorlog vertrok hij naar Indonesië om met het Jos Cléber Orchestra te gaan werken. Hij werd verliefd op Rina Reys, en trouwde met haar in 1946.  In 1947 deed hij in een internationale tournee met Wessel Ilcken, de man van Rita Reys, en het orkest van Piet van Dijk. Deze toer duurde drie jaar, waarbij ze optraden in Spanje en Noord-Afrika.
In 1955 huurde Bep Rowold, leider van de Skymasters, hem in als bassist en arrangeur. Hij raakte geïnteresseerd in de 12-tonige muziek, luisterde veel naar de Duitse radio, en hoorde werken van Karlheinz Stockhausen en Anton Webern. Op aanbeveling van Philips werd hij uitgenodigd om in de Natlab studio's elektronische muziek te maken. Samen met Dick Raaijmakers componeerde hij veel elektronische muziek. Veel van zijn composities zijn nu weer te horen op de uitgave Popular Electronics. Early Dutch electronic music from Philips Research Laboratories, 1956-1963.
De opkomende popmuziek en de veranderde situatie bij de radio (geen omroeporkesten meer) deden Dissevelt besluiten het werken met orkesten vaarwel te zeggen. Hij werd assistent van beroemde komieken als Wim Sonneveld en Toon Hermans. Dissevelt overleed in 1989.

## Trivia
- Voor de serie Pipo en de Lachplaneet (1976) werden er twee nummers gebruikt van Tom Dissevelt namelijk, Tropicolours en Pacific Dawn van het album: Fantasy In Orbit uit 1963.